# Psalm 46

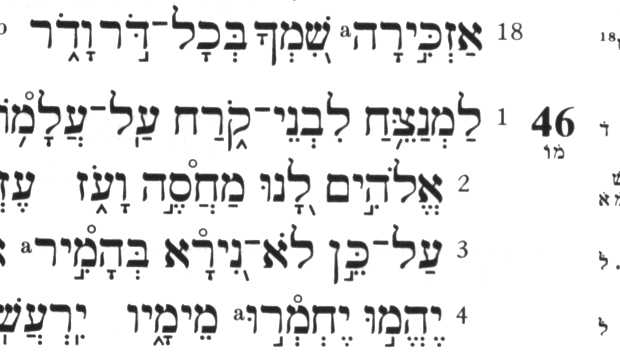
Fragment Psalmu 46 w języku hebrajskim

Psalm 46 – jeden z utworów zgromadzonych w biblijnej Księdze Psalmów. W Septuagincie psalm ten nosi numer 45.

## Ogólne informacje
Psalm 46 jest zaliczany do dzieł Synów Koracha. W tekście widzimy, że podmiot liryczny wypowiada się w 1. os. lm. Pewną ciekawostkę stanowią dwa ostatnie wersety, ponieważ podmiot liryczny przekształca się w 1. os. lp., a osobą mówiącą staje się sam Bóg.

## Treść
Psalmiści w swoim dziele zapewniają, że Bóg jest dla nich największym źródłem pewności w godzinach wszelkich prób i niepewności. Niezależnie od tego, czy zagraża im człowiek, czy siły przyrody, obecność Najwyższego oddala od nich bojaźń. Niektórzy zdają się sugerować, iż Psalm opowiada o niebiańskiej opiece, jaką otoczył Bóg Jerozolimę. Jedyną poszlakę argumentującą tego typu hipotezę zdaje się być werset 5, który wspomina o mieście Bożym. Z tego względu niektórzy zaliczają niniejszy Psalm do tzw. Pieśni Syjonu. Jednak należy zaznaczyć, że tekst nie wspomina wyraźnie ani o Syjonie, ani o Jerozolimie.

## Nagłówek Psalmu
Warto wspomnieć o samym nagłówku Psalmu. Wydaje się on wskazywać, że pieśń została stworzona z myślą o tym, iż będą śpiewały ją młode kobiety, wskazuje na to hebrajski zwrot alamot. Istnieje też możliwość, że wykonywany miał być przez soprany. Odnośnie do samego zwrotu alamot, grecka wersja Psałterza tłumaczy ten tytuł jako Pieśń o rzeczach ukrytych.

## Ciekawostki
- morze i wody – ludzie starożytnego Bliskiego Wschodu te dwa określenie niejednokrotnie łączyli z potężnymi siłami chaosu zagrażającymi od czasu do czasu porządkowi ustanowionemu przez Boga[1].
- Pan zastępów – częste określenie Boga jako głównego dowódcy ziemskiej armii[2]. W Nowym Testamencie tytuł ten, jak wiele innych, został skrócony do formy Pan i wyraźnie odnosi się do Boga Ojca. Septuaginta zastąpiła tym słowem imię Boga JHWH[3].
- Sela – słowo występujące siedemdziesiąt jeden razy w Księdze Psalmów. W psalmie 46 powtarza się trzy razy. Do dziś jego znaczenie nie jest nam znane[4].